# Portul tradițional lipovenesc
Portul tradițional lipovenesc este încă de foarte mult timp purtat de către lipoveni. La biserică, femeile măritate poartă în cap o chichiță, iar toți oamenii (inclusiv și copii) poartă un batic floral, o bluză simplă, o fustă florală și un pois (un fel de curea, cingătoare). Barbații poartă pantaloni lungi, o cămașă și pois.